# Volker Nölle
Volker Nölle (* 14. Oktober 1937 in Stettin; † 11. März 2024) war ein deutscher Literaturwissenschaftler und Professor für Deutsche Philologie an der Universität Basel. Bis 1964 war er an verschiedenen Bühnen tätig.

## Leben und beruflicher Werdegang
1937 als Sohn des von den Nationalsozialisten verfolgten Direktors der Kraftwerk Stettin AG geboren, erlebte er zahlreiche Wohnungswechsel, die nach dem Krieg noch anhielten. Nach dem Abitur besuchte er von 1959 bis 1961 die Otto Falckenbergschule (Münchner Kammerspiele). Es folgten Stückverträge als Schauspieler: Münchner Kammerspiele, Iserlohner Schauspielstudio, Ateliertheater Bern, ein Engagement als Schauspieler am Schauspielhaus Bochum (Intendanz Hans Schalla) sowie Mitarbeit bei Fritz Kortner (Timon von Athen), bei Erwin Piscator (Don Carlos), persönlicher Regieberater von Ernst Seiltgen (Nathan der Weise, Spiel um Job) an den Bühnen der Stadt Köln (Intendanz Oskar Fritz Schuh); Regieberatung, Regieassistenz, Abendregie und Mitglied des Bühnenvorstandes am Schauspielhaus der Wuppertaler Bühnen (Intendanz Grischa Barfuss), vorzeitige Auflösung des Vertrages zwecks Erweiterung und Vertiefung seiner Dramen-Studien.
1964 begann er das Studium der Germanistik, Philosophie und Psychologie (als zeitweiliges Begleitstudium Slawistik), Promotion bei Wolfgang Binder im Jahr 1970; Habilitationsstipendium der Universität Zürich, danach setzte er die Studien fort, soweit es mit der Gymnasiallehrer-Tätigkeit zu vereinbaren war. 1986 folgte die Habilitation für Neuere deutsche Literaturwissenschaft an der Universität Basel; während der Privatdozentur vertrat er auch Lehrstühle in Basel und in Zürich. Er war Professor für Neuere deutsche Literaturwissenschaft an der Universität Basel von 1994 bis zur Emeritierung im Jahr 2002.
Volker Nölle war geschieden und Vater von drei Kindern; von 1996 bis zu ihrem Tod im Oktober 2020 war die Schauspielerin Tanja von Oertzen (1950–2020) seine Lebensgefährtin.

## Forschung
Nölle erprobte unterschiedliche methodologische Ansätze zu Epochen wie Aufklärung und Realismus. Weiter untersuchte er Werke des 20. Jahrhunderts (vornehmlich der deutschen und russischen Literatur, zur letzteren vor allem in: Der heimliche Blick. Motiv und Modell. — Eine Matrix innovativer Perspektiven, 2017). Sein stetes Interesse richtet sich auf die Entwicklung eines „Alternativen Projektes“, mit dem der vermeintliche „so und nicht anders“-Status von Texten verabschiedet wird: Der Text tritt wieder in die Phase potentieller Veränderbarkeit und beteiligt den Leser als virtuellen Mitgestalter. Fundamente für Vergleiche unterschiedlicher, europäischer und außereuropäischer Literaturen werden gesucht. Gefragt wird vor allem nach Konvergenzen im Bereich von Mikrostrukturen. Bisher hat Nölle Werke jener Autoren zu erforschen versucht, deren Produktionsmodelle bzw. Grundszenarien auch in verschiedenen Entwicklungsphasen konstant bleiben. Analysen, die auf Freilegung der Strukturen und Konstanten zielen und somit auf Rekonstruierbarkeit setzen, sollen erweisen, dass wissenschaftliches Vorgehen auch didaktisch relevant ist. Zugleich lassen sich damit die Voraussetzungen erarbeiten, unter denen die Leser zum „creative reading“ stimuliert werden, wie auch in den Einleitungskapiteln zu seinen Büchern über Hebbel, Kleist und Sternheim sowie in verschiedenen Aufsätzen dargelegt, so u. a. in: Der schizoide Mund. Nachwirkungen von Ludwig Tiecks «Verkehrter Welt» auf die Produktionsgrammatik späterer Autoren, in: U. Japp/ S. Scherer/ C. Stockinger: Das romantische Drama. Produktive Synthese zwischen Tradition und Innovation, Tübingen 2000 (241–258). Im Weiteren hat Nölle die Leistungsfähigkeit von Grundszenarien für die Mikrokomparatistik anhand von Werken der Weltliteratur unter Beweis gestellt.

## Publikationen (Auswahl)
- Subjektivität und Wirklichkeit in Lessings dramatischem und theologischem Werk, Berlin 1977, 311 Seiten, ISBN 978-3-503-01243-5
- Hebbels Dramatische Phantasie. Versuch einer kategorialen Analyse, Bern/Tübingen. 1990, 506 Seiten, ISBN 978-3-7720-1667-7
- Heinrich von Kleist. Die Nieder- und Aufstiegsszenarien. Versuch einer Phantasmata- und Modellanalyse. Mit einem Exkurs zu Hofmannsthal, Sternheim, Kafka und Horvath, Berlin 1997, 320 Seiten, ISBN 978-3-503-03738-4
- Eindringlinge. Sternheim in neuer Perspektive. Ein Grundmodell des Werks und der Phantasie, Berlin, 2007, 532 Seiten, ISBN 978-3-503-09820-0
- Der heimliche Blick. Motiv und Modell – eine Matrix innovativer Perspektiven, Würzburg, 2017, 644 Seiten, ISBN 978-3-8260-6334-3
- »Was wäre, wenn…?« Vor verschlossenen Türen. Literatur als Labor am Beispiel eines beklemmend aktuellen Motivs. Königshausen & Neumann, 2022. 206 Seiten, ISBN 978-3-8260-7714-2